# 조선로동당 중앙위원회 비서국

조선로동당의 구조

조선로동당 중앙위원회 비서국(朝鮮勞動黨中央委員會秘書局) 또는 조선로동당 중앙비서국(朝鮮勞動黨中央秘書局)은 조선민주주의인민공화국 조선로동당의 당대회와 당대회 사이 모든 당사업을 조직지도하는 실질적인 집행기관이다. 당의 주요 이념과 인사, 재정, 조직, 외교, 대남관계 등을 총괄한다. 2021년 1월, 기존의 조선로동당 중앙정무국(朝鮮勞動黨中央政務局)을 비서국으로 개편했다. 10명 이내의 비서와 20여 개의 전문 부서로 이루어져 있으며, 각 비서는 한 개 또는 그 이상의 전문 부서를 관장한다. 

## 역사
1966년 10월 12일, 조선로동당 4기 14차 전원회의에서 당중앙위원회 하부에 ‘비서국’을 처음 설치했다. 이후 2016년 5월에 조선로동당 제7차 대회를 통해 ‘조선로동당 중앙비서국’에서 조선로동당 중앙정무국’으로 개편했고, 2021년 제8차 당대회에서 다시 ‘비서국’으로 환원했다.

## 8기 중앙비서국 조직
- 총비서 : 김정은
- 비서(7명) : 조용원(조직), 박태성(선전), 리병철(군사), 정상학(감사), 리일환(근로단체), 오수용(경제), 최상건(과학교육)[3]
- 각 전문부서와 부서장
  - 조직지도부 : 조용원
  - 법무부 : 김형식
  - 간부부 : 허철만
  - 경공업부 : 박명순
  - 규율조사부 : 박태덕
  - 경제부 : 오수용
  - 과학교육부 : 최상건
  - 국제부 : 김성남
  - 군정지도부 : 오일정
  - 근로단체부 : 리일환
  - 군수공업부 : 강순남?
  - 농업부 : 리철만
  - 선전선동부 : 최휘?
  - 당 역사연구소 : ?
  - 문서정리실 : ?
  - 민방위부 : ?
  - 신소실 : ?
  - 재정경리부 : 김용수?
  - 총무부 :  ?
  - 통일전선부 : 김영철
  - 39호실 : ?
  - 미확인 : 리두성, 김세복, 박정남

## 같이 보기
- 조선로동당 중앙위원회 정치국
- 조선로동당 중앙위원회 검열위원회